# Persiske lektioner
Persiske lektioner er en spillefilm fra 2021 af Vadim Perelman.

## Medvirkende
- Nahuel Pérez Biscayart som Gilles
- Lars Eidinger som Klaus Koch
- Jonas Nay som Max Beyer
- David Schütter som Paul
- Alexander Beyer